# 2010年亚洲残疾人运动会泰国代表团
2010年亚洲残疾人运动会泰国代表团共派出201名运动员参赛，其中男运动员147名，女运动员57名。
奖牌榜：
| 名次 | 代表团 | 金牌 | 银牌 | 铜牌 | 总数 |
| ---- | ------ | ---- | ---- | ---- | ---- |
| 5    | 泰国   | 20   | 34   | 39   | 93   |

## 奖牌获得者

### 金牌
1. 阿拉万·布博：举重 - 女子 67.50 公斤级
2. 赛素妮·乍那：轮椅击剑 - 女子个人重剑B级
3. 沙空·坎他西：轮椅网球 - 女子单打
4. 坎他西/德差玛尼瓦：轮椅网球 - 女子双打
5. 吉沙那·触崔：田径 - 男子100米 - T11
6. 索巴·因达森：田径 - 男子100米 - T53
7. 素帕猜·圭素：田径 - 男子100米 - T54
8. 吉沙那·触崔：田径 - 男子200米 - T11
9. 素帕猜·圭素：田径 - 男子200米 - T54
10. 吉沙那·触崔：田径 - 男子400米 - T11
11. 巴越·瓦霍兰：田径 - 男子5000米 - T54
12. 巴越·瓦霍兰：田径 - 男子1500米 - T54
13. 玛诺·达坚坎：田径 - 男子铁饼 - F11
14. 泰国：田径 - 男子4x100米接力 - T11-1
15. 威沙努·霍巴迪：硬地滚球 - 混合单打 - BC1
16. 瓦差拉蓬·翁沙：硬地滚球 - 混合单打 - BC2
17. 吉迪蓬·西汶伦：游泳 -	 男子50米自由泳 - S12
18. 沃拉威·胶坎伦：游泳 -	 男子50米蝶泳 - S5
19. 素达·沙瓦丹伦：游泳 -	 男子100米仰泳 - S13
20. 庵雷·韦威探：羽毛球 - 女子单打轮椅三级

### 银牌
1. 楚差·素乍伦：举重 - 男子52公斤级
2. 颂坤·阿农：举重 - 女子56公斤级
3. 龙罗·泰尼永：乒乓球 - 男子单打TT6-7
4. 素巴瓦迪·尊胶：柔道 - 女子52公斤级
5. 博丁·颂西威猜：射击 - P1-SH1级10米男子气手枪
6. 沙功·因胶：射箭 - 男子个人反曲弓站姿
7. 昂甘·差那汶：田径 - 男子跳高 - F46
8. 乍吉·汶通：田径 - 男子跳远 - F11
9. 颂武·兰讪：田径 -  男子跳远 - F13
10. 集拉瓦·米素：田径 -  男子100米 - T13
11. 素班妮·巴越：田径 - 女子100米 - T13
12. 达瓦猜·莫拉巴：田径 - 男子100米 - T42
13. 赛宗·功曾：田径 - 男子100米 - T54
14. 颂武·兰讪：田径 - 男子200米 - T13
15. 素提·万沙穆：田径 - 男子200米 - T44
16. 赛宗·功曾：田径 - 男子200米 - T54
17. 素帕猜·颂披尼：田径 - 男子400米 - T12
18. 素班妮·巴越：田径 - 女子400米 - T13
19. 赛宗·功曾：田径 - 男子400米 - T54
20. 安拜·索琅：田径 - 男子5000米 - T54
21. 卡冲沙·探索蓬：田径 - 男子1500米 - T54
22. 泰国：田径 -  男子4x100米接力 - T42-46
23. 泰国：田径 - 男子4x400米接力 - T53/54
24. 素帕·汶西里：游泳 - 男子50米自由泳 - S10
25. 阿披瓦·昂希兰：游泳 - 男子100米自由泳 - S11
26. 吉迪蓬·西汶伦：游泳 - 男子100米自由泳 - S12
27. 素达·沙瓦丹：游泳 - 男子100米自由泳 - S13
28. 杜西·恭蒙坤：游泳 - 男子400米自由泳 - S12
29. 阿披瓦·昂希兰：游泳 - 男子100米蝶泳 - S11
30. 杜沙功·那蓬：游泳 - 男子100米蝶泳 - S13
31. 达威素·沙穆沙尼多：游泳 - 男子100米蛙泳 - SB5
32. 吉迪蓬·西汶伦：游泳 - 男子100米仰泳 - S12
33. 巴农·拉沙那宾：游泳 - 男子200米个人混合泳 -SM11
34. 旺迪·甘丹：羽毛球 - 女子单打站立二级

### 铜牌
1. 吉沙达·革功达威：保龄球 - 单人赛TPB1
2. 那龙·甲沙暖：举重 - 男子 56 公斤级
3. 戈拉科·桑沙旺：轮椅击剑 - 男子个人重剑A级
4. 赛素妮·乍那：轮椅击剑 - 女子个人花剑B级
5. 差翁·素托：轮椅击剑 - 男子个人佩剑B级
6. 空罗/哥迈：轮椅网球 - 男子双打
7. 泰国：乒乓球 - 男子团体TT1-3
8. 蓬西丽·达楚：柔道 - 女子63公斤级
9. 沙哈·西乍龙：柔道 - 男子100公斤以上级
10. 集拉蓬·翁素万：田径 - 女子跳远 - F44/46
11. 乍吉·汶通：田径 - 男子100米 - T11
12. 安纳·翁恩：田径 - 男子100米 - T12
13. 颂武·兰讪：田径 - 男子100米 - T13
14. 集拉蓬·翁素万：田径 - 女子100米 - T46
15. 颂德·猜耶：田径 - 男子200米 - T13
16. 索巴·因达森：田径 - 男子200米 - T53
17. 沙甸·通迪：田径 - 男子标枪 - F42
18. 素朗·坎素：田径 - 女子标枪 - F46
19. 沙猜·因班昌：田径 - 男子标枪 - F57/58
20. 巴越·瓦霍兰：田径 - 男子马拉松 - T54
21. 索巴·因达森：田径 - 男子800米 - T53
22. 安拜·索琅：田径 - 男子800米 - T54
23. 达宁巴·威沙拉达暖达：硬地滚球 - 混合单打 - BC3
24. 沃拉威·胶坎：游泳 - 男子50米自由泳 - S5
25. 素雷鲁·功胶：游泳 - 女子50米自由泳 - S9
26. 杜西·恭蒙坤：游泳 - 男子50米自由泳 - S12
27. 素达·沙瓦丹：游泳 - 男子50米自由泳 - S13
28. 素帕·汶西里：游泳 - 男子100米自由泳 - S10
29. 他农沙·希达恭：游泳 - 男子100米自由泳 - S11
30. 沃拉威·胶坎：游泳 - 男子200米自由泳 - S5
31. 素雷鲁·功胶：游泳 - 女子400米自由泳 - S9
32. 拉达蓬·则参：游泳 - 男子100米蝶泳 - S11
33. 素达·沙瓦丹：游泳 - 男子100米蝶泳 - S13
34. 銮·利温伦：游泳 - 男子100米蛙泳 - SB5
35. 吉迪蓬·西汶伦：游泳 - 男子100米蛙泳 - SB12
36. 巴实·曼诺：游泳 - 男子200米个人混合泳 -SM11
37. 吉迪蓬·西汶伦：游泳 - 男子200米个人混合泳 -SM13
38. 素集拉·布坎：羽毛球 - 女子单打轮椅三级
39. 素赛丰·裕巴：羽毛球 - 女子单打站立五级